# Benzendiazonio
Il benzendiazonio è un catione organico di formula Ph-N≡N+. Trattasi di un composto molto reattivo che esiste in natura solo sotto forma di sale, non potendo essere isolato puro a causa della carica positiva netta. I sali del benzendiazonio fanno parte della categoria dei sali di diazonio, composti caratterizzati dal gruppo funzionale -N≡N+.

## Sintesi
Il catione benzendiazonio può essere ottenuto per diazotazione dell'anilina con nitrito di sodio ed un acido alogenidrico di formula generale HX, la cui natura andrà a determinare l'anione del sale di diazonio che si verrà a formare.
Ph-NH2 + NaNO2 + HX → Ph-N≡N+X−

## Reattività
I cationi diazonio arilici, tra cui anche il benzendiazonio, sono tendenzialmente più stabili rispetto ai cationi diazonio alifatici. In particolare il catione benzendiazonio deve la propria stabilità al fatto che presenta quattro forme limite di risonanza che contribuiscono a dislocare la carica positiva sui carboni in para e in  orto dell'anello aromatico.
Il catione benzendiazonio presenta la tipica reattività data dal gruppo funzionale Ph-N≡N+. Tipiche sono quindi le reazioni di azocopulazione e le reazioni di Sandmeyer.

### Esplicative
1. ↑  Nella fattispecie i sali di benzendiazonio rappresentano i sali di arildiazonio strutturalmente più semplici

### Bibliografiche
1. ↑  (EN) H. J. Lucas, E. R. Kennedy, John R. Johnson e P. L. Barrick, Iodobenzene, in Organic Syntheses, vol. 19, n. 55, Organic Syntheses, Inc., John Wiley & Sons, 1939, DOI:10.15227/orgsyn.019.0055, ISSN 0078-6209 (WC · ACNP). URL consultato il 27 maggio 2015.
2. ↑  (EN) Benzene Diazonium Salts - Azo Dyes, su avogadro.co.uk. URL consultato il 27 maggio 2015 (archiviato dall'url originale il 22 aprile 2015).